# Alder (månekrater)
 For alternative betydninger, se Alder. (Se også artikler, som begynder med Alder)
Alder er et nedslagskrater på Månen, som ligger på den sydlige halvkugle på Månens bagside og er opkaldt efter den tyske kemiker Kurt Alder (1902-1958).
Navnet blev officielt tildelt af den Internationale Astronomiske Union (IAU) i 1979.

## Omgivelser
Krateret ligger i Sydpol-Aitkenbassinet, sydøst for Von Kármánkrateret. Sydøst for Alder ligger Bosekrateret, og Boylekrateret mod syd-sydvest. 

## Karakteristika
Alders indre væg er ru og delvis opbygget i terrasser med materiale spredt langs kanterne af den ellers relativt flade kraterbund. Der er adskillige lave centrale højderygge, som løber i et bånd fra midtpunktet mod den østlige rand. Der ligger et lille krater på den indre, østlige skråning. Ellers er krateret fri for større nedslag indenfor randen.
Alderkrateret er specielt ved at være det eneste område i bassinet, som ikke er domineret af de pyroxenklipper, som ellers er typiske for Månens lave områder. Ifølge spektrografiske resultater består disse udkastninger i Alderområdet i stedet primært af klipper af anortosit, som ellers er typiske for Månens højsletter.

## Satellitkratere
De kratere, som kaldes satellitter, er små kratere beliggende i eller nær hovedkrateret. Deres dannelse er sædvanligvis sket uafhængigt af dette, men de får samme navn som hovedkrateret med tilføjelse af et stort bogstav. På kort over Månen er det en konvention at identificere dem ved at placere dette bogstav på den side af satellitkraterets midte, som ligger nærmest hovedkrateret. Alderkrateret har følgende satellitkratere:
| Alder | Bredde  | Længde   | Diameter |
| ----- | ------- | -------- | -------- |
| E     | 47,6° S | 172,3° V | 16 km    |

## Måneatlas
- Billeder af Alderkrateret i LPI-måneatlasset